# 9 mm P.A.K.
Le 9 mm PA (pour Pistole Automatik en allemand traduit par « pistolet automatique »), 9 × 22 mm ou 9 mm PAK (Pistole Automatik Knall, soit « pistolet à blanc automatique ») est une cartouche d'arme à feu pour un pistolet non létal faisant du bruit. Le calibre 9 mm PA comprend diverses version de munitions à blanc, à gaz ou avec balle en caoutchouc conçues pour différents usages de défense.
Le 9 mm PA Blank a également été utilisé à des fins théâtrales, notamment pour une utilisation, avec modifications, d'armes à feu à chargement par la bouche, permettant aux premiers mousquets modernes et autres d'être utilisé sur scène ou sur un plateau sans que les acteurs n'apprennent les étapes complexes et laborieuse du chargement avec de la poudre et pour garantir leur sécurité.

## Variantes
Chacune des variantes de cartouche PA 9 mm se distingue par une couleur de l'opercule propre : vert, jaune, bleu, rouge, etc.
Les munitions PA 9 mm peuvent être utilisées à différentes fins selon la législation, ce qui inclut l'entraînement militaire, les accessoires de cinéma, l'autodéfense, le dressage de chiens, la reconstitution historique, les célébrations du nouvel an ou pour d'autres occasions (principalement en Turquie, en Allemagne et en Italie). La Colombie S.A et d'autres pays d'Amérique du Sud autorisent également l'utilisation de balles en caoutchouc pour la légitime défense[réf. nécessaire].
L'utilisation de ces munitions dépend également du canon de l'arme qui peut être de trois types différents selon les législations des différents pays qui peuvent être plus ou moins restrictives.
Les canons entièrement obstrués sont appelés « top firing » car ils ont un long trou sur le dessus du canon alors que la bouche est totalement fermée. Les pistolets « à tir frontal » ont un canon semi-obstrué qui permet la sortie d'une flamme, de fumée ou de gaz lacrymogènes par la bouche. Selon les lois fédérales américaines, les nouvelles armes « à tir frontal » et « à tir supérieur » doivent être identifiées par un embout en plastique rouge ou orange fixé à la bouche du canon, comme pour les répliques d'armes airsoft[réf. nécessaire]. Cependant, cela n'est pas nécessaire en France.
La législation russe sur les armes à feu permet aux civils de se défendre. Par conséquent, les armes de 9 mm PA peuvent avoir un canon débouchant qui peut tirer des balles en caoutchouc non létales.[réf. nécessaire]

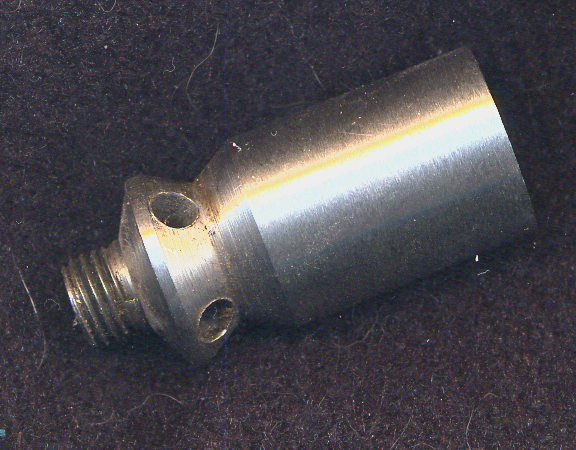
Adaptateur de canon pour tirer des fusées éclairantes avec des cartouches à blanc PA de 9 mm.

Ces cartouches à blanc peuvent également être utilisées pour tirer des pièces pyrotechniques (simples ou multiples) ou des balles en caoutchouc non létales « self-gomm » avec un adaptateur approprié fixé au canon.

### 9mmPA Knall
Le calibre 9 mm PA Blank (alias « 9 mm PAK ») sont des cartouches à blanc conçues pour les pistolets semi-automatiques.
Comme dit précédemment, la couleur de l'embout est différente en fonction du type de munition
Ici :
VERT. Cartouches à blanc standard.
JAUNE. Cartouches à blanc « Flash Defense » produisant une flamme plus longue en bout de canon.

### 9mmR./9mmR. NC
Les munitions semi-automatiques 9 mm PA ne sont pas compatibles avec les munitions pour les pistolets 9 mm R. (.380) ou 9 mm R NC, conçues pour les revolvers à blanc.

## Gaz lacrymogène

### 9mmPA CS
Le calibre 9 mm PA CS sont des cartouches chargées de gaz lacrymogène CS (80 mg).
JAUNE. Les cartouches CS sont chargées de 80 mg.

### 9mmPA CN

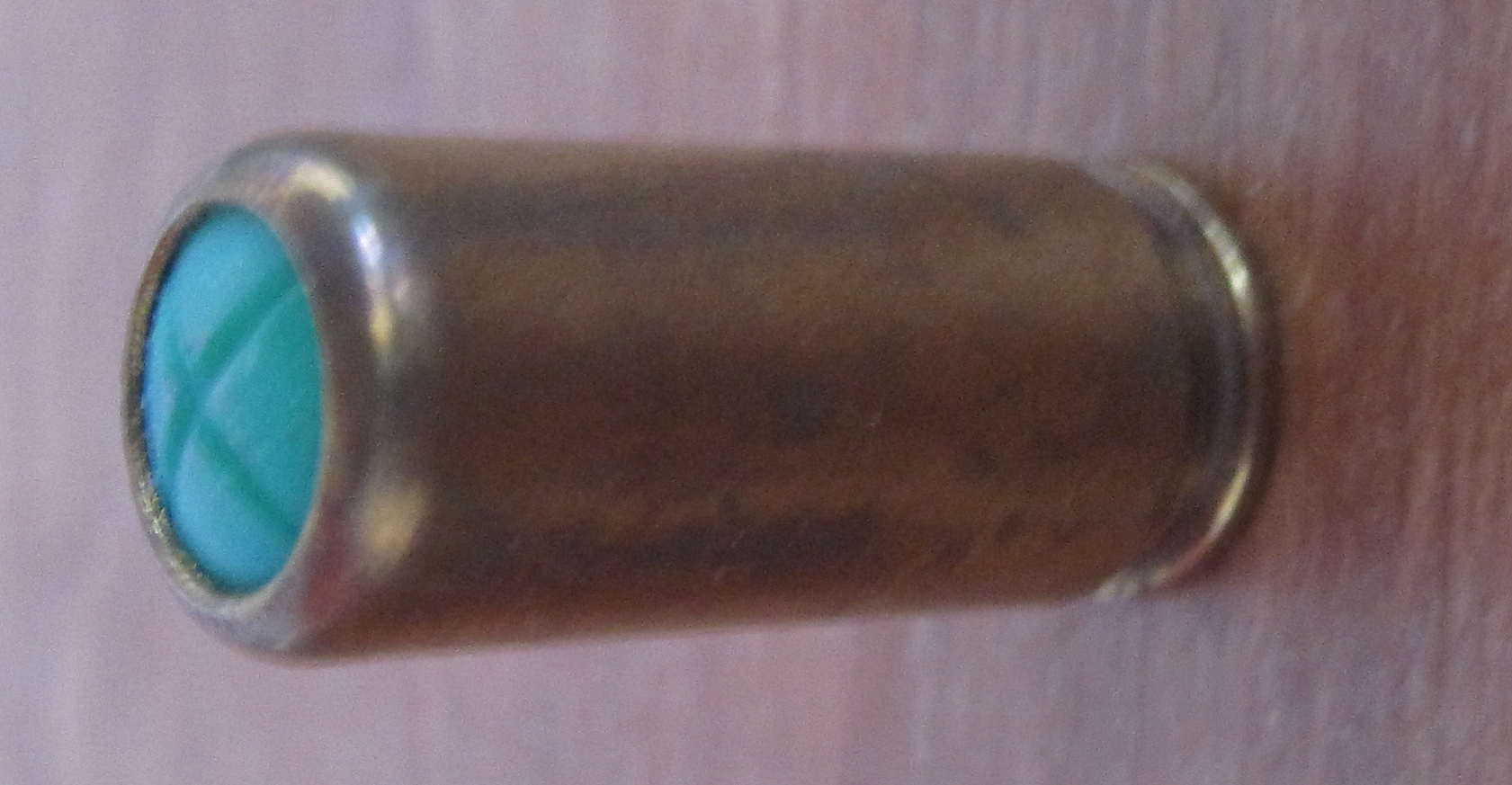
Cartouche 9 mm PA CN chargée de gaz lacrymogène CN (160 mg). Notez le plastique bleu sur la cartouche.

Le calibre 9 mm PA CN sont des cartouches chargées de gaz lacrymogènes CN (160 ou 220 mg).
BLEU. Les cartouches « CN » sont chargées de 160 mg.
VIOLET. Les cartouches « Supra CN » sont chargées de 220 mg.

### 9mmPA PV
Le calibre 9 mm PA PV sont des cartouches chargées de spray au poivre (20, 30 ou 45 mg) et destiné, à l'origine, à être utilisé pour l'autodéfense contre les animaux dangereux.
BRUN. Les cartouches « Pepper » sont chargées de 20 mg.
ROUGE. Les cartouches « Pepper flash » sont chargées de 30 mg.
ROUGE. Les cartouches « extra fortes » sont chargées de 45 mg.

Les pistolets PA 9 mm à tir frontal peuvent tirer des balles en caoutchouc gomme-cogne non létales à travers un adaptateur fixé à l'extrémité du canon. Contrairement aux balles en caoutchouc PA de 9 mm, les balles en caoutchouc sont chargées manuellement par la bouche.

### Tehkrim PA9mm
Le fabricant russe de munitions Tehkrim fabrique des balles en caoutchouc non létales (0,68 g) chambrées dans du PA de 9 mm.

### 9mmPA PP9RP
Le calibre 9 mm PA PP9RP sont des munitions russes avec une balle en caoutchouc (standard, sport ou magnum) similaire aux Tehkrims.

## Fabricants notables

### Pistolets semi-automatiques9mmPA

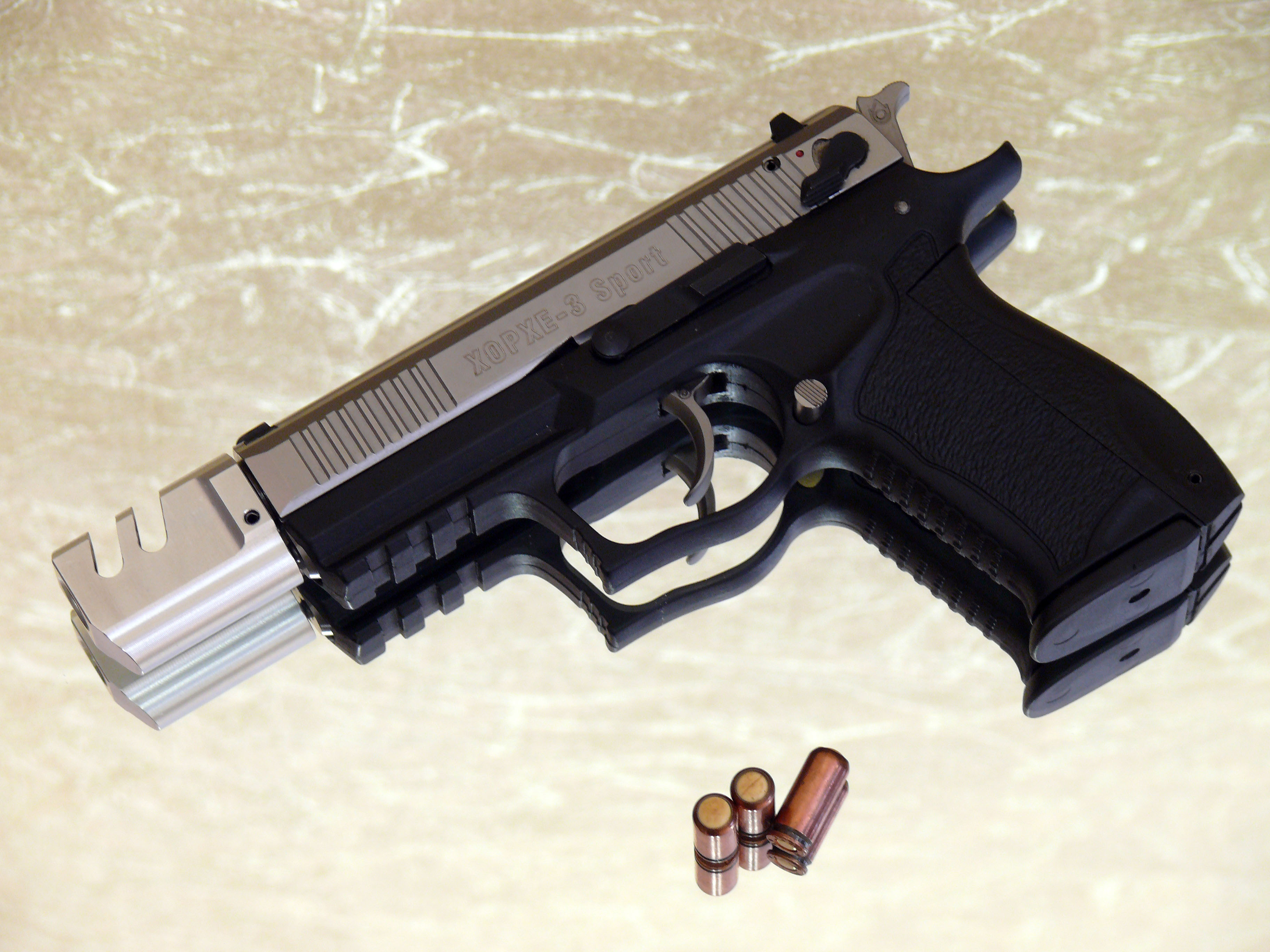
Pistolet semi-automatique russe KSAP Horhe -3 Sport chambré en 9 mm PA avec trois cartouches de gaz lacrymogène chargées CS. sur cette exemplaire, un frein de bouche est attaché à l'extrémité du canon.

Les fabricants notables de pistolets en PA 9 mm incluent ME, Umarex (Reck), Röhm et Walther d'Allemagne (plutôt d'Allemagne de l'Ouest), Kimar (Chiappa Firearms) et Bruni d'Italie, Ceonic, Ekol, Retay et Zoraki de Turquie et KSAP de Russie.
Ces fabricants peuvent être classés en quatre groupes distincts. Ceux, comme Walther ou Röhm, qui sont des armuriers qui fabriquent des modèles bien connus de leur catalogue d'arme à feu chambrés en 9 mm PA.
Un deuxième groupe comprend Umarex qui produit des modèles sous licence d'armuriers célèbres comme Colt ou Smith & Wesson. Ces pistolets sont des copies fidèles aux originaux en termes de cosmétique et de design et ils utilisent de vrais noms et logos.
Le troisième groupe est le plus important des quatre car il englobe tous les fabricants d'Italie, de Turquie et d'Allemagne qui vendent des répliques sans licence de marques célèbres à l'exception de Ceonic, comme le Beretta 92 ou le Desert Eagle. Pour des raisons évidentes de droits d'auteur, ces modèles ressemblent plus ou moins à l'original et utilisent un autre nom. Pour ces raisons, ils sont moins chers que les modèles sous licence.
Le dernier groupe comprend des fabricants comme KSAP qui conçoivent et produisent des armes originales chambrées en 9 mm PA.

### Pistolets entièrement automatiques en9mmPA
L'armurier turc Ekol fabrique une réplique entièrement automatique sans licence du Beretta 92 appelée Jackal Dual (215 mm/1 150 g) baptisé « Magnum » puisqu'il est disponible dans une version à canon plus court appelée « Jackal Dual Compact » (185 mm/1 050 g). Le Jackal Dual (magnum ou compact) est un pistolet mitrailleur à blanc semi-automatique et entièrement automatique utilisant un chargeur de quinze ou vingt-cinq coups.

### Pistolets-mitrailleurs entièrement automatiques en9mmPA
L'armurier turc Ekol fabrique une mitraillette ou un pistolet mitrailleur entièrement automatique original (mais ressemblant vaguement à l'Uzi ) de 9 mm PA, l'ASI. L'ASI est essentiellement un pistolet mitrailleur à blanc semi-automatique et entièrement automatique avec des pièces ajoutées  et vendu avec un chargeur de quinze coups et un chargeur de vingt-cinq coups.

### Munitions PA9mm
Les fabricants notables de munitions incluent Geco, GSG, Umarex (Titan Perfecta), Wadie et Walther d'Allemagne (plutôt d'Allemagne de l'Ouest), Fiocchi de Italie, Sellier & Bellot de République Tchèque, Pobjeda Sport (Concorde, Victory) de Bosnie-Herzégovine, Meca (Anatolie Fisek), Turac (dans les marques V.Sport et Kaiser), Özkursan ou YAS (Yavascalar) de Turquie.
Certains de ces fabricants, comme Pobjeda Sport, utilisent des marques différentes selon le marché et leurs distributeurs locaux. Certains fabricants comme YAS utilisent des étuis vides fabriqués par d'autres fabricants de munitions. Dans ce cas particulier, c'est Umarex et certains fabricants comme Turac produisent eux-mêmes des étuis.
Les cartouches sont disponibles dans des étuis en laiton ou en acier selon le fabricant ou la marque.

## Conversion en balles réelles
Des versions modifiées du 9 mm PA Knall, adaptées au tir de projectiles parabellum mortels de 9 mm, sont parfois rencontrées dans les milieux criminels.
La modification des munitions à blanc, des chargeurs associés ou des armes à feu est strictement interdite par la loi dans certains pays[réf. nécessaire]. Tenter une telle conversion est dangereux pour l'utilisateur car les matériaux et les méthodes de fabrication impliqués dans la fabrication des répliques à blanc ne sont pas les mêmes que ceux des armes à feu conçues pour des munitions réelles.